# Provincia de Sumatra Septentrional
Sumatra Septentrional (en indonesio: Sumatera Utara) es una de las provincias de la República de Indonesia. Se encuentra en la isla de Sumatra y su capital es Medan.

## Geografía y religión
Sumatra Septentrional es la provincia más poblada de la isla de Sumatra. Además de los malayos que viven en las montañas, el pueblo batak, que por su tradición y su fe cristiana se diferencia de la mayoría de la población que es musulmana. Aproximadamente el 30% de la población en el norte de Sumatra se ha convertido al cristianismo.
En las ciudades hay inmigrantes procedentes de Java, también chinos e indios. Otras ciudades importantes además de la ciudad capital son Pematang Siantar y Sibolga.

## Economía
La economía es predominantemente agrícola, entre sus productos se destacan el tabaco, el aceite de palma, té y caucho. La plantación a gran escala tiene un impacto negativo sobre el medio ambiente: las talas y la consiguiente pérdida de hábitat para numerosas especies animales y vegetales son el resultado. Hay un importante papel económico del turismo. 

## Historia
La región estuvo durante mucho tiempo a la sombra del anteriormente poderoso sultanato de Aceh, desde el siglo XV. Con la incautación de Sumatra en 1825 por los holandeses se estableció la economía de plantación a finales del siglo XIX, donde comenzó una fase de expansión económica. Durante la Segunda Guerra Mundial, los japoneses ocuparon la isla. Con la independencia de Indonesia en 1949, se creó esta provincia.

## Demografía
La población de esta provincia es de 12.834.371 personas. Como tiene una extensión de 71.680 kilómetros cuadrados, la densidad poblacional es de 179,1 habitantes por kilómetro cuadrado.

### Evolución demográfica
- 1971:  6.621.831 habitantes
- 1980:  8.360.894 habitantes
- 1990: 10.256.027 habitantes
- 1995: 11.114.667 habitantes
- 2000: 11.649.655 habitantes
- 2010: 12.982.204 habitantes
- 2015: 13.923.262 habitantes
- 2020: 14.799.361 habitantes
- 2022: 15.115.206 habitantes

### Grupos étnicos
Según el censo de 2010, los batak constituían el 44.75%; los javaneses, el 32.41%; los nias, el 7.05%; los malayos, el 5.97%; los chinos, el 3.63%; los minangkabau, el 2.58%; los acheneses, el 1.03%; los banjareses, el 0.77%; los indios, el 0.56%. El 1'25% restante pertenecía a otras etnias.

### Lenguas
En términos generales, el idioma más utilizado es el indonesio. Los malayos alrededor de Deli Serdang y Langkat hablan principalmente el malayo, que es similar al malayo hablado en el estado de Perak, en Malasia. Los javaneses, especialmente en las zonas rurales y de plantaciones, utilizan el javanés en las conversaciones diarias, mientras que los javaneses urbanos tienden a hablar principalmente indonesio.
La mayoría de los chinos étnicos del norte de Sumatra hablan con fluidez hokkien, aunque hay pequeñas comunidades que hablan cantonés estándar, hainanés y mandarín a diferencia de su contraparte en otras partes de Indonesia. La mayoría de los indios de Medan y de sus alrededores hablan tamil o panyabí. El pueblo acehnese habla los idiomas achenés o gayo.

### Religiones
El 62.16 % de la población de la provincia profesa el islam; el 33.49 %, el cristianismo; el 3.53 %, el budismo; el 0.70 %, el hinduismo; el 0.12 %, otras religiones, tales como la religión malim, la pemena, el sijismo o el confucionismo.
El islam predomina entre los malayos, minangkabau, javaneses, acheneses, mandailing, angkola, parte de los nias y parte de los batak toba, karo, simalungun y pakpak.
El Cristianismo (tanto en su versión protestante como en la católica) se extiende entre los batak toba, karo, simalungun, nias, pakpak y parte de los batak angkola, los javaneses, los chinos y los indios.
El Budismo lo profesan principalmente los chinos de las zonas urbanas.
El Confucianismo, el Taoísmo y la religión popular china predominan entre los chinos de las áreas urbanas.
El Hinduismo y el Sijismo se extienden por las comunidades de indios de las zonas urbanas, si bien hay igualmente pequeños pueblos batak karo, que practican el Hinduismo en las zonas rurales.
La religión tradicional parmalim y pemena predomina entre los batak del distrito de Laguboti, en la regencia de Toba Samosir.

## El orangután tapunali
El orangután tapunali es endémico de los distritos de Tapanuli Central, Norte y Sur, en la Provincia de Sumatra Septentrional, en el sector septentrional de la isla de Sumatra (Indonesia). Sólo habita en un pequeño número de fragmentos selváticos remanentes, que suman en total alrededor de 100 000 ha, en un hábitat de selva submontana de las porciones medias de las montañas, en altitudes entre los 300 y los 1300 m s. n. m.. Su densidad es mayor en selvas primarias, siendo menor en sus bordes y en agroforestas mixtas. Se estima que en libertad quedan en total entre 700 y 800 individuos.

## Administración
Administrativamente la provincia de Sumatra Septentrional está subdividida en 25 Kabupaten y 8 Kota. La capital y la ciudad más grande es Medan, localizada en el norte de la isla de Sumatra. 
Esta es la lista de los diferentes kabupaten y kota que componen la provincia de Sumatra Septentrional:
| N.º | Kabupaten/Kota                | Ibu kota      |
| --- | ----------------------------- | ------------- |
| 1   | Kabupaten Asahan              | Kisaran       |
| 2   | Kabupaten Batu Bara           | Limapuluh     |
| 3   | Kabupaten Dairi               | Sidikalang    |
| 4   | Kabupaten Deli Serdang        | Lubuk Pakam   |
| 5   | Kabupaten Humbang Hasundutan  | Dolok Sanggul |
| 6   | Kabupaten Karo                | Kabanjahe     |
| 7   | Kabupaten Labuhanbatu         | Rantau Prapat |
| 8   | Kabupaten Labuhanbatu Selatan | Kota Pinang   |
| 9   | Kabupaten Labuhanbatu Utara   | Aek Kanopan   |
| 10  | Kabupaten Langkat             | Stabat        |
| 11  | Kabupaten Mandailing Natal    | Panyabungan   |
| 12  | Kabupaten Nias                | Gunung Sitoli |
| 13  | Kabupaten Nias Barat          | Lahomi        |
| 14  | Kabupaten Nias Selatan        | Teluk Dalam   |
| 15  | Kabupaten Nias Utara          | Lotu          |
| 16  | Kabupaten Padang Lawas        | Sibuhuan      |
| 17  | Kabupaten Padang Lawas Utara  | Gunung Tua    |
| 18  | Kabupaten Pakpak Bharat       | Salak         |
| 19  | Kabupaten Samosir             | Pangururan    |
| 20  | Kabupaten Serdang Bedagai     | Sei Rampah    |
| 21  | Kabupaten Simalungun          | Raya          |
| 22  | Kabupaten Tapanuli Selatan    | Sipirok       |
| 23  | Kabupaten Tapanuli Tengah     | Pandan        |
| 24  | Kabupaten Tapanuli Utara      | Tarutung      |
| 25  | Kabupaten Toba                | Balige        |
| 26  | Kota Binjai                   | Binjai Kota   |
| 27  | Kota Gunung Sitoli            | -             |
| 28  | Kota Medan                    | -             |
| 29  | Kota Padang Sidempuan         | -             |
| 30  | Kota Pematangsiantar          | -             |
| 31  | Kota Sibolga                  | -             |
| 32  | Kota Tanjung Balai            | -             |
| 33  | Kota Tebing Tinggi            | -             |

- Datos: Q2140
- Multimedia: North Sumatra / Q2140